# 古英語版ウィキペディア
古英語版ウィキペディア（こえいごばんウィキペディア、古英語: Engliscan Ƿikipǣdia）は古英語によるウィキペディアである。

## 概要
2018年3月現在、約3,000の記事がある。利用者は約90,000人いるが、2018年3月現在、過去1カ月以内に編集をした利用者の数は39人となっている。また、管理者は1人である。

### 統計
古英語版ウィキペディアはゲルマン語派の言語内でも、記事数は25番目と少ない。24位は東フリジア語版、26位はリプアーリ語版である。また、同じ現在使われていない言語のラテン語版は約130,000記事、漢文版は約7,500記事ある。